# Klaus Wolfermann
Klaus Wolfermann (* 31. März 1946 in Altdorf bei Nürnberg; † 18. Dezember 2024) war ein deutscher Leichtathlet. Sein größter sportlicher Erfolg war der Sieg im Speerwurfwettbewerb der Olympischen Spiele 1972 in München.

## Karriere
Wolfermanns Vater, Schmied von Beruf, war Turner und nahm seinen Sohn in die Turnhallen mit. Klaus Wolfermann turnte bis zum Alter von 14/15 Jahren beim TV Altdorf, danach spielte er dort Handball und entdeckte seinen kräftigen Wurf. Über Fünf- und Zehnkampf kam er – während der Lehre zum Werkzeugmacher bei Siemens in Nürnberg – beim Werkssportverein zum Speerwurf. Zur Zeit seiner Ausbildung ging er für seine sportlichen Ambitionen weiter zur Schule und danach 1965 an die Bayerische Sportakademie in München. Während dieser Zeit wurde Hermann Rieder sein Speerwurftrainer. Nach dem Studium erhielt er eine Anstellung als Sportlehrer beim SV Gendorf und führte dort sein Leistungstraining fort.

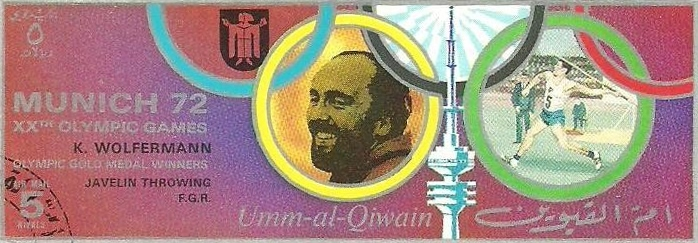
Wolfermann (1972) auf einer Briefmarke von Umm al-Qaiwain

Bei den Olympischen Spielen 1968 in Mexiko belegte er nur den 16. Platz in der Qualifikationsrunde. Die nächsten vier Jahre trainierte er nach seinen Angaben akribisch für die Olympischen Spiele 1972 in München. 1971 warf Wolfermann dreimal bundesdeutschen Rekord und erreichte eine Weite von über 87 m. Zehn Tage vor den Olympischen Spielen erzielte er bei einem Abendwettkampf in München zum ersten Mal über 90 m. Der hohe Favorit Jānis Lūsis aus der Sowjetunion hatte dagegen fast gleichzeitig mit 93,80 m einen neuen Weltrekord aufgestellt und lag im olympischen Wettbewerb vom ersten Wurf an in Führung. Wolfermann ging im fünften Wurf auf Risiko, lief weiter und schneller an und konnte mit einem idealen Wurf von 90,48 m die Führung im Wettbewerb übernehmen. Lūsis, der in Mexiko noch mit dem sechsten Wurf Gold erreichte, gelang dies mit 90,46 m sehr knapp nicht mehr; Gold ging an Wolfermann.
Wolfermann setzte seinen Erfolg am 5. Mai 1973 in Leverkusen fort, als er mit 94,08 m einen neuen Weltrekord im Speerwurf aufstellte, der fast vier Jahre lang Bestand hatte. Zwischen 1969 und 1974 gewann er sechsmal nacheinander den Titel eines Deutschen Meisters im Speerwurf.
An den Olympischen Spielen 1976 in Montreal konnte er wegen einer Armverletzung nicht teilnehmen. Bei Europameisterschaften gelang Wolfermann in seiner aktiven Zeit keine Platzierung unter den ersten Drei.
Aufgrund seiner Popularität wurde er 1972 und 1973 in der Bundesrepublik Deutschland zum Sportler des Jahres und 1972 zum Sportler Europas gewählt. Zum Jahrhundertwechsel wurde er zum deutschen Speerwerfer des Jahrhunderts gewählt.  2004 gehörte er zu den Fackelläufern, die das olympische Feuer durch München trugen. 2011 wurde Klaus Wolfermann in die Hall of Fame des deutschen Sports aufgenommen.
Der für den SV Gendorf startende Wolfermann hatte bei einer Größe von 1,76 m ein Wettkampfgewicht von 89 kg.

## Nach der Karriere
Nach dem Karriereende 1978 betätigte sich Wolfermann als Bremser und Anschieber im Bob und wurde im Viererbob des Piloten Georg Heibl 1979 Deutscher Vizemeister und Vierter im Europacup.
Seit 1967 war er mit seiner Frau Friederike verheiratet, hatte eine Tochter und lebte ab 2001 in Penzberg in Oberbayern. Wolfermann war mit seinem Olympiakonkurrenten von 1972, Jānis Lūsis, befreundet. Er arbeitete für den Sportartikelhersteller Puma und betrieb eine Sportvermarktungsagentur.
Wolfermann engagierte sich als Vorsitzender des FC Olympia, einer Vereinigung von deutschen Medaillengewinnern, die für soziale Zwecke an Fußball-, Volleyball- und Golfspielen sowie sonstigen Veranstaltungen teilnehmen. Er war Sonderbotschafter für Special Olympics, die einzige vom IOC autorisierte Sportgemeinschaft für geistig behinderte Mitmenschen. Ab 2006 organisierte er Golfturniere und andere Veranstaltungen für KiO-Kinderhilfe-Organtransplantation, eine Initiative der Aktion „Sportler für Organspende“. Weiterhin war er Mitglied des EAGLES-Charity-Golfclubs und Botschafter für die Olympiabewerbung 2018.